# مواء رمادي
المُوَّاء الرمادي (الاسم العلمي: Dumetella carolinensis)، هو طائر متوسط الحجم يتوطن أمريكا الشمالية وأمريكا الوسطى وينتمي إلى فصيلة الموَّاءات، كما أنه العضو الوحيد في جنس الموَّاءات "Dumetella". ومثل المُوَّاء الأسود (Melanoptila glabrirostris)، فهو من بين الأنساب الأساسية في المحاكيات، وهو أقرب على الأرجح إلى مجموعة طيور الدراس والرعاش الكاريبية من طيور المحاكيات والدراسات النمطية. في بعض المناطق، يُعرف باسم الطائر المحاكي صخري اللون.

## وصلات خارجية
- Gray Catbird Species Account – Cornell Lab of Ornithology
- Gray Catbird – Dumetella carolinensis – USGS Patuxent Bird Identification InfoCenter
- Bermuda Online: Bermudian Fauna.
- Catbird at BirdHouses101.com
- Life Histories of Familiar North American Birds: Gray Catbird.
- Gray Catbird stamps (for غرينادين of غرينادا، جزر توركس وكايكوس) at bird-stamps.org
- معرض الصور عن Gray Catbird على فيريو (جامعة دركسل)

- "وسائط عن Grey Catbird". إنترنت بيرد كوليكشن.
- Gray Catbird Bird Sound at Florida Museum of Natural History